# كنيسة جروندفيج
تقع كنيسة جروندفيج ، في منطقة بيسببيرج ، في كوبنهاغن ، الدنمارك ، نظرًا لمظهرها غير العادي ، فهي واحدة من أشهر المباني الدينية في المدينة وواحدة من الأمثلة القليلة للكنيسة من الطراز الاسكندنافي المميز للتعبيرية باستخدام الطوب.

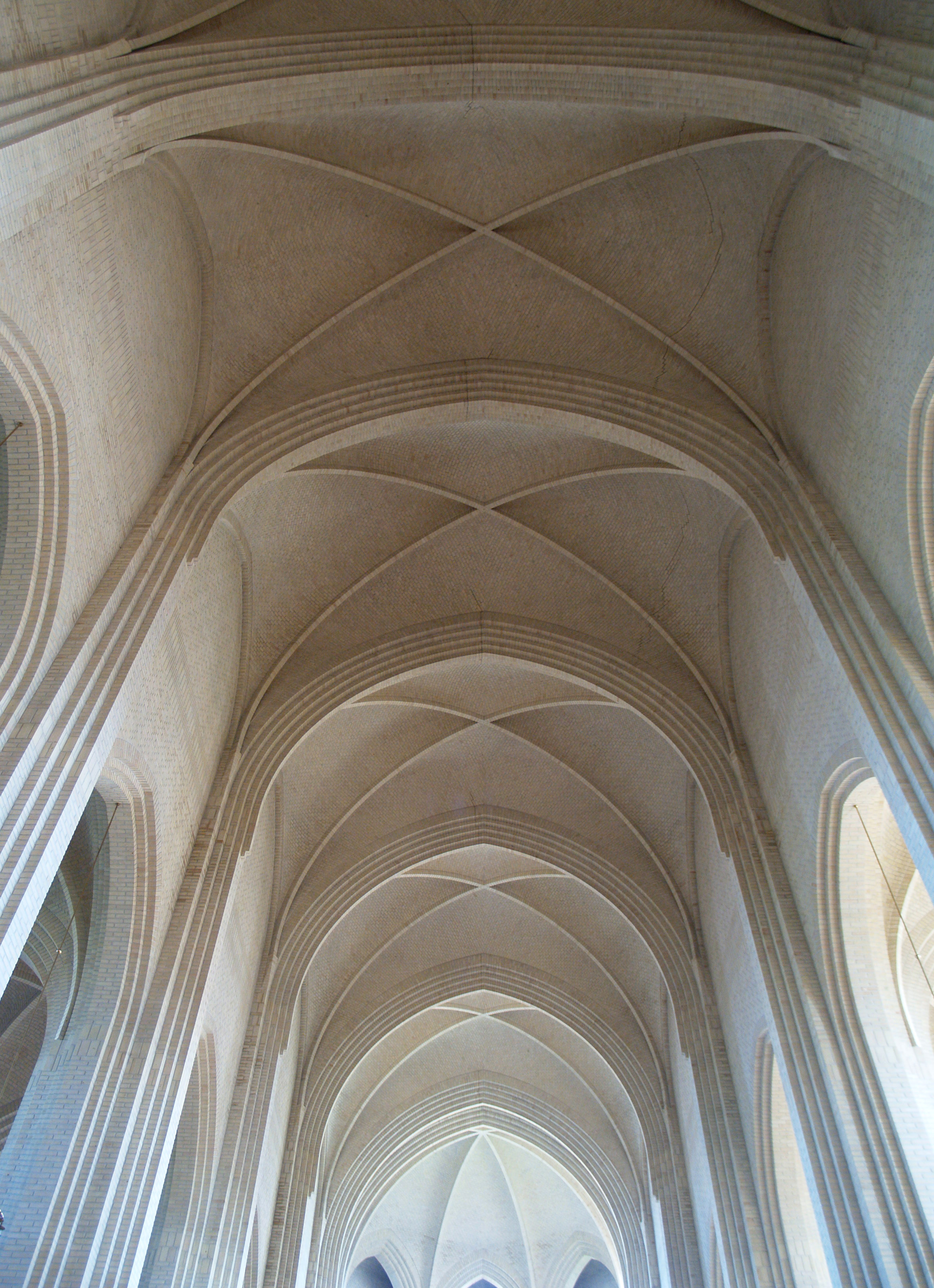
تفاصيل الأقبية

1. 1 2  مُعرِّف مشروع في موقع "أرش إنفورم" (archINFORM): 2512. مذكور في: أرش إنفورم. الوصول: 31 يوليو 2018. لغة العمل أو لغة الاسم: الألمانية.
2. 1 2  وصلة مرجع: https://www.grundtvigskirke.dk/historien.